# Antonín Puč
Antonín Puč (Jinonice, Imperio austrohúngaro, 16 de mayo de 1907-Praga, 18 de abril de 1988). Fue un exfutbolista checoslovaco que se desempeñaba en la posición de delantero. Integró el plantel de Checoslovaquia en las Copas Mundiales de 1934 y 1938. Murió en 1988, a los 80 años.

## Clubes
| Club               | País           | Año       |
| ------------------ | -------------- | --------- |
| SK Smíchov         | Checoslovaquia | 1925      |
| Slavia Praga       | Checoslovaquia | 1925-1938 |
| FK Viktoria Žižkov | Checoslovaquia | 1938-1940 |
| SK Smíchov         | Checoslovaquia | 1940-1941 |

## Selección nacional

### Participaciones en Copas del Mundo
| Mundial                        | Sede    | Resultado        |
| ------------------------------ | ------- | ---------------- |
| Copa Mundial de Fútbol de 1934 | Italia  | Subcampeón       |
| Copa Mundial de Fútbol de 1938 | Francia | Cuartos de final |